# Cantonul Lyon-I
Cantonul Lyon-I este un canton din arondismentul Lyon, departamentul Rhône, regiunea Rhône-Alpes, Franța.